# Jomo Cosmos
Jomo Cosmos ist ein südafrikanischer Fußballverein mit Sitz in Johannesburg. Der Klub befindet sich im Besitz des früheren südafrikanischen Fußballspielers Jomo Sono.
Der Verein wurde als Highlands Park gegründet und 1982 nach der Rückkehr Sonos aus der amerikanischen NASL in Anlehnung an seinen früheren Klub New York Cosmos in Jomo Cosmos umbenannt.
Im Jahr 2008 stieg Jomo Cosmos zum ersten Mal seit 1993 aus der ersten südafrikanischen Liga ab, schaffte aber den direkten Wiederaufstieg. Im Folgejahr fiel der Verein nach einem erneuten Abstieg wieder in die zweithöchste Liga zurück.

## Erfolge
- Südafrikanischer Meister: 1987
- Südafrikanischer Pokalsieger: 1990
- Coca-Cola Cup Gewinner: 2002, 2005
- SAA Supa 8 Gewinner: 2003
- Meister 2. Liga: 1994

## Ehemalige Spieler
- Nkosinathi Nhleko
- Bruce Grobbelaar
- Philemon Masinga
- Helman Mkhalele
- Maimane Phiri
- Mark Fish
- Aaron Mokoena
- Benjani
- Essau Kanyenda
- Macbeth Sibaya
- Thabang Molefe
- Manuel Bucuane
- Katlego Mphela
- Mamadou Diallo
- Chris Katongo